# Algaida
Algaida település Spanyolországban, a Baleár-szigeteken. Algaida Llucmajor, Montuïri, Santa Eugènia, Sencelles, Palma de Mallorca és Lloret de Vistalegre községekkel határos. Lakosainak száma 6311 fő (2024).

## Népesség
A település népessége az elmúlt években az alábbi módon változott:
| Lakosok száma | 3868 | 4149 | 4339 | 5050 | 5273 | 5354 | 5394 | 5642 | 5963 | 6311 |
|               | 2001 | 2004 | 2006 | 2009 | 2011 | 2014 | 2016 | 2019 | 2021 | 2024 |